# Skanderbegtorget
Skanderbegtorget (albanska: Sheshi Skënderbej) är det största torget i Albaniens huvudstad Tirana som 1968 fick sitt namn efter den albanska nationalhjälten Skanderbeg. Vid torget finns en ryttarstaty av Skanderbeg.
År 2010 renoverades torget efter att den förre borgmästaren Edi Rama lagt fram planer på att modernisera och europeisera torget. I mars samma år sattes arbetet igång. Målet med arbetet var att göra platsen tillgänglig endast för fotgängare samt kollektivtrafik. 
I september 2011 beslutade man sig för att skrota den tidigare renoveringsplanen. Istället skulle biltrafik återigen tillåtas vid torget genom nya trafikleder som även inkluderade cykelbanor. 

### Fotnoter
1. ↑  Sheshi "Skënderbej"- transformimi nga larvë në flutur Arkiverad 28 februari 2010 hämtat från the Wayback Machine. Shekulli Online, 5 prill 2008 (albanska)
2. ↑   Arkiverad 9 juni 2019 hämtat från the Wayback Machine. Tirana kommun, 29 mars 2010 (albanska)